# Grzegorz Kosowski
Grzegorz Józef Kosowski (ur. 19 marca 1962 w Bielawie) – polski samorządowiec, w latach 2006–2018 burmistrz Niemczy, od 2018 roku starosta dzierżoniowski.

## Życiorys

### Wykształcenie
W 1976 roku ukończył Szkołę Podstawową w Pieszycach, a 5 lat później, w 1981 roku, w tym samym mieście ukończył Państwowe Technikum Rolnicze. W 1986 roku został absolwentem Akademii Rolniczej we Wrocławiu. W 1996 roku ukończył studia podyplomowe w zakresie wyceny nieruchomości. 

### Kariera polityczna
W latach 1994–2006 pełnił funkcję radnego Niemczy. W wyborach samorządowych w Polsce w 2006 roku, zdobywając 1056 głosów, uzyskał mandat burmistrza Niemczy. W 2010 roku skutecznie ubiegał się o reelekcję, zdobywając 1912 głosów. W 2014 roku ponownie zwyciężył w wyborach burmistrza Niemczy, zdobywając 1440 głosów. W 2014 roku został laureatem konkursu Euro-Gmina. W wyborach samorządowych w 2018 roku uzyskał mandat radnego powiatu dzierżoniowskiego, zdobywając 983 głosy mieszkańców gmin: Piława Górna, Łagiewniki oraz gminy Niemcza. 22 listopada 2018 został wybrany na starostę powiatu dzierżoniowskiego.